# والنیش
والنیش (به صربی: Valniš) یک منطقهٔ مسکونی در صربستان است که در بابوشنیتسا واقع شده‌است. والنیش ۹۷ نفر جمعیت دارد.